# 國際象棋棋謎
國際象棋棋謎（英語：chess problem）是國際象棋殘排局，但有些會改用非正統棋規，通常是攻王規則改變的自將死、協將死、Reflexmate，規則變化更多的仙靈棋謎也屬於此類。

## 外部連結
- Chessproblems.com 各種棋謎的線上遊戲